# 萌消湾
萌消湾（日语：／）或帕斯特湾（俄语：Львиная Пасть）是择捉岛的海湾，日本主张属北海道根室振兴局，俄国声称归萨哈林州库里尔斯克区，直径9公里，深达1公里。它是萌消火山臼灌入海水后形成的海湾。